# Ядерное время
Ядерное время (англ. nuclear timescale) — оценка времени жизни звезды, основанная только на темпе расходования звездой участвующего в ядерных реакциях вещества. Наряду с тепловым временем и временем свободного падения, эта величина используется для оценивания времени, в течение которого звезда останется на определённой стадии эволюции, если соблюдаются определённые условия. В действительности продолжительность жизни звезды больше, чем ядерное время, поскольку после исчерпания одного вида "горючего" могут начаться термоядерные реакции с использованием более тяжёлых атомов: горение водорода сменяется горением гелия и так далее. Однако все следующие за горением водорода стадии в совокупности длятся не более 10% времени горения водорода.

## Звёздная астрофизика
В основном ядерное время определяется содержанием водорода, поскольку водород является основным веществом, вовлечённым в ядерные реакции. В недрах звёзд водород превращается в гелий. При исчерпании запасов водорода может начаться горение гелия. 
{\displaystyle \tau _{nuc}={\frac {\mbox{Полная масса сгорающего вещества}}{\mbox{темп сгорания вещества}}}\times {\mbox{часть звезды, в которой горит вещество}}={\frac {MX}{\frac {L}{Q}}}\times F,}
здесь M — масса звезды, X — доля звезды, состоящая из сгорающего вещества, L — светимость звезды, Q — энергия, выделяемая при ядерных реакциях в расчёте на единицу массы сгорающего вещества (для получения этой величины нужно исследовать уравнение ядерной реакции), F — доля звезды, где происходит го/рение вещества  (F обычно равна приблизительно 0.1). Например, ядерное время для Солнца составляет около 10 миллиардов лет.